# III Cumbre Presidencial de Prosur
La III Cumbre Presidencial de Prosur se realizó el 27 de enero de 2022 en Cartagena de Indias, Colombia.
En el evento asistieron el presidente de Chile, Sebastián Piñera; presidente de Ecuador, Guillermo Lasso; presidente de Paraguay, Mario Abdo Benítez; el vicepresidente de Brasil, Hamilton Mourão; primer ministro de Guyana, Mark Phillips; ministro de Relaciones Exteriores del Perú, Oscar Maúrtua y el ministro de Relaciones Exteriores de Surinam, Albert Ramdin.